# Bóng đá tại Ba Lan
Bóng đá là môn thể thao quốc gia ở Ba Lan, với 400.000 người Ba Lan chơi bóng mỗi ngày. Những câu lạc bộ Ba Lan đầu tiên được thành lập vào những năm 1900, trong khi Đội tuyển bóng đá quốc gia Ba Lan thi đấu trận đấu quốc tế đầu tiên năm 1921.
Có khoảng vài trăm giải đấu lớn nhỏ được tổ chức ở Ba Lan, và được cơ cấu lại thành giải Ekstraklasa (hạng nhất), cùng các giải hạng nhì, ba, tư... Cùng với đó là Cúp Ba Lan, Siêu Cúp Ba Lan và các giải đấu địa phương nhỏ hơn.

## Lịch sử

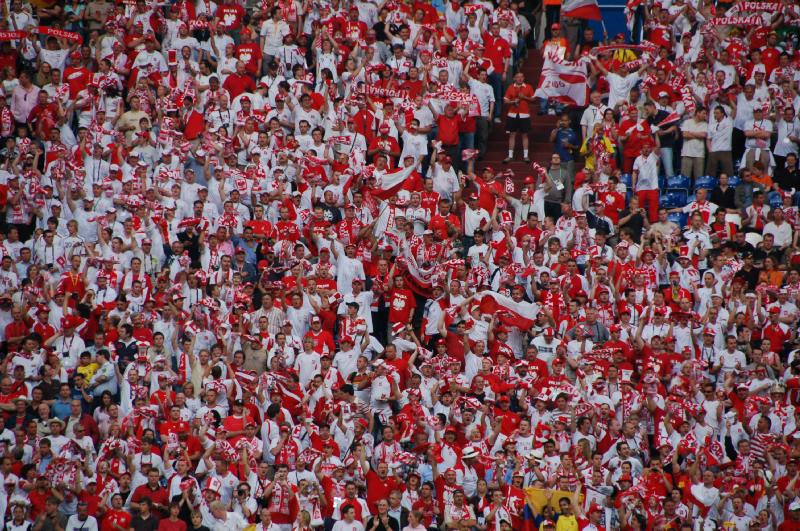
Cổ động viên Ba Lan tại World Cup 2006.

Bóng đá Ba Lan bắt đầu bước vào thời kỳ chớm nở cuối thế kỷ 19, khi đó Ba Lan vẫn chưa giành lại được độc lập. Các câu lạc bộ Ba Lan sớm nhất được lập ra vào 1903 và có quan hệ với Hiệp hội bóng đá Áo, lập ra năm 1904 sau đó.
Các câu lạc bộ Ba Lan đầu tiên là Lechia Lwów (1903), Czarni Lwów (1903), Pogoń Lwów(1904), KS Cracovia (1906) và Wisła Kraków (1906). Tuy nhiên, Hiệp hội bóng đá Ba Lan (PZPN) chỉ được thành lập năm 1919 vào ngày 20 tháng 12 tại Kraków, với ngài Edward Cetnarowski được bầu làm chủ tịch đầu tiên, sau khi Ba Lan giành lại độc lập Tổ quốc. Ba Lan gia nhập FIFA năm 1923 và Liên đoàn bóng đá châu Âu năm 1955.
Giống như hầu hết châu Âu bấy giờ, bóng đá Ba Lan cũng bắt đầu từ thế kỷ 19. Năm 1888, giáo sư Henryk Jordan, một nhà tâm lý học của Gia tộc Habsburg, mở một viện thể thao trong công viên tên là Błonia ở Kraków. Cùng với hội Sokół thành lập năm 1867, thì thể thao dần chớm nở. Chính Jordan đã mang bóng đá, một số tin là sau khi ông tới Brunswick thì mang theo bóng đá tới. Một số nguồn khác tin rằng chính tiến sỹ Edmund Cenar mang quả bóng đá đầu tiên và dịch Luật Cambridge và phần của luật bóng đá bấy giờ sang tiếng Ba Lan.
Tại đại hội Sokół vào 18 tháng 7 năm 1894, thành viên từ Lwów và Kraków thi đấu với nhau, vỏn vẹn đúng sáu phút với chỉ có Włodzimierz Chomicki của đội Lwów ghi bàn, nhưng nó chính là trận đấu lịch sử với người Ba Lan.
Trận đấu đó đánh dấu bước chuyển mình. Mặc dù giới chức Áo không khuyến khích hoặc cảnh báo và các hội giáo dục cũng không ủng hộ, nhưng nó vẫn được lập ra. Năm 1903-04 là năm bóng đá Ba Lan có bước chuyển, khi hội thể dục ở Lwów đua nhau lập các câu lạc bộ như Pogoń Lwów, Sława Lwów (sau này chính là Czarni Lwów) và Lechia Lwów, trong đó Czarni được ví như là câu lạc bộ chuyên nghiệp đầu tiên của Ba Lan, dù tổ chức còn nghèo nàn. Ngay sau đó, nó bén rễ đến Rzeszów khi Resovia Rzeszów trong khi 1. FC Katowice và Warta Poznań được lập ở vùng do Đức chiếm đóng.
Vào 6 tháng 6 năm 1906, đội Lwów và Kraków lại tái đấu và một lần nữa người Kraków thua với tỷ số 0-4 và 0-2 sau hai trận. Cũng vào hè năm đó, Buffalo Bill Wild West Show của Hoa Kỳ lập trại tại Błonia ngay ngoài khu vườn của Jordan. Vào 5 tháng 8, đội bóng thể dục Jan Sobieski đại diện cho Kraków hạ gục đội bóng Hoa Kỳ 1-0 với bàn thắng của Stanisław Szeligowski, dẫn đến sự ra đời của KS Cracovia, câu lạc bộ chuyên nghiệp đầu tiên của Ba Lan, chủ yếu bởi chính học sinh của Jan Sobieski. Khi đấy vào thu, có khoảng 16 đội bóng được lập ra, bao gồm Wisła Kraków (được cho là câu lạc bộ chuyên nghiệp đầu tiên của Ba Lan chứ không phải Cracovia). Năm 1911, Hiệp hội bóng đá Ba Lan cho Galicia được ra đời và chấp thuận bởi giới chức Áo.
Khi Chiến tranh thế giới thứ nhất bùng nổ, nhiều cầu thủ của Strzelec và Sokół gia nhập Hiến binh Ba Lan của Józef Klemens Piłsudski, tham chiến dưới trướng Lục quân Áo-Hung ở những mảnh đất do Nga cai trị, càng làm phổ biến hơn môn bóng đá. Tuy nhiên, phải đến sau Thế chiến I, khi Ba Lan đòi lại độc lập quê hương, thì PZPN mới được thành lập dưới chủ tịch Edward Cetnarowski. Tuy nhiên, do Chiến tranh Nga-Ba Lan, nó chưa thể phát triển. Đến năm 1922, thì PZPN phổ biến luật bóng đá và sau đó một năm thì gia nhập FIFA. Năm 1921, giải bóng đá Ba Lan ra đời với Cracovia là đội vô địch đầu tiên. Pogoń Lwów sau đó vô địch từ 1922, 1923, 1925 và 1926. Cũng trong năm, Đội tuyển bóng đá quốc gia Ba Lan ra đời vào 18 tháng 12 năm 1921, họ đá trận đấu lịch sử với Đội tuyển bóng đá quốc gia Hungary và thua 0-1. Sau đó Ba Lan đá với Thụy Điển tại Stockholm và thắng 2-1, tạo nên lịch sử.
Trong Chiến tranh thế giới thứ hai, bóng đá Ba Lan bị giới hạn bởi các hành động trấn áp của Đức Quốc Xã và Liên Xô.
Năm 1955, PZPN là một trong những thành viên sáng lập UEFA.

## Tham nhũng
Năm 2005, giới chức Ba Lan mở điều tra tham nhũng trong nội bộ PZPN, dẫn đến năm 2007, Wit Żelazko, một thành viên ban quản trị, bị bắt giữ ở Wrocław. Trước đó, tháng 7 năm 2006, PZPN bị chỉ trích do không trấn áp tham nhũng và tháng 1 năm 2007, toàn bộ PZPN bị ngưng hoạt động một thời gian với lý do chống tham nhũng. Nó làm FIFA không bằng lòng và FIFA cảnh báo sẽ trừng phạt Ba Lan bất chấp Thủ tướng Jarosław Kaczyński khẳng định sẽ chống tham nhũng tới cùng. Khi FIFA đặt hạn chót, Ba Lan đành lui và để PZPN hoạt động trở lại nhằm tránh trừng phạt.
Năm 2008, Hội đồng Olympic Ba Lan gửi lên tòa án tối cao Ba Lan yêu cầu ngưng hoạt động của PZPN lần nữa với lý do"vi phạm phẩm giá thể thao Ba Lan". Tòa án chấp thuận và để Robert Zawłocki tạm đương chức chủ tịch, nhưng khi FIFA lại cảnh báo trừng phạt, Ba Lan lại thoái lui.

## Thành tích tại các giải đấu

### Giải vô địch thế giới
Ba Lan đã có 9 lần tham dự giải vô địch bóng đá thế giới, thành tích tốt nhất là hai lần giành hạng ba vào các năm 1974 và 1982.
| Năm           | Thành tích               | Thứ hạng                 | Số trận                  | Thắng                    | Hòa*                     | Thua                     | Bàn thắng                | Bàn thua                 |
| ------------- | ------------------------ | ------------------------ | ------------------------ | ------------------------ | ------------------------ | ------------------------ | ------------------------ | ------------------------ |
| 1930          | Không tham dự            | Không tham dự            | Không tham dự            | Không tham dự            | Không tham dự            | Không tham dự            | Không tham dự            | Không tham dự            |
| 1934          | Bỏ cuộc                  | Bỏ cuộc                  | Bỏ cuộc                  | Bỏ cuộc                  | Bỏ cuộc                  | Bỏ cuộc                  | Bỏ cuộc                  | Bỏ cuộc                  |
| 1938          | Vòng 1                   | 11                       | 1                        | 0                        | 0                        | 1                        | 5                        | 6                        |
| 1950          | Không tham dự            | Không tham dự            | Không tham dự            | Không tham dự            | Không tham dự            | Không tham dự            | Không tham dự            | Không tham dự            |
| 1954          | Bỏ cuộc                  | Bỏ cuộc                  | Bỏ cuộc                  | Bỏ cuộc                  | Bỏ cuộc                  | Bỏ cuộc                  | Bỏ cuộc                  | Bỏ cuộc                  |
| 1958 đến 1970 | Không vượt qua vòng loại | Không vượt qua vòng loại | Không vượt qua vòng loại | Không vượt qua vòng loại | Không vượt qua vòng loại | Không vượt qua vòng loại | Không vượt qua vòng loại | Không vượt qua vòng loại |
| 1974          | Hạng ba                  | 3                        | 7                        | 6                        | 0                        | 1                        | 16                       | 5                        |
| 1978          | Vòng 2                   | 5                        | 6                        | 3                        | 1                        | 2                        | 6                        | 6                        |
| 1982          | Hạng ba                  | 3                        | 7                        | 3                        | 3                        | 1                        | 11                       | 5                        |
| 1986          | Vòng 2                   | 14                       | 4                        | 1                        | 1                        | 2                        | 1                        | 7                        |
| 1990 đến 1998 | Không vượt qua vòng loại | Không vượt qua vòng loại | Không vượt qua vòng loại | Không vượt qua vòng loại | Không vượt qua vòng loại | Không vượt qua vòng loại | Không vượt qua vòng loại | Không vượt qua vòng loại |
| 2002          | Vòng 1                   | 25                       | 3                        | 1                        | 0                        | 2                        | 3                        | 7                        |
| 2006          | Vòng 1                   | 21                       | 3                        | 1                        | 0                        | 2                        | 2                        | 4                        |
| 2010 đến 2014 | Không vượt qua vòng loại | Không vượt qua vòng loại | Không vượt qua vòng loại | Không vượt qua vòng loại | Không vượt qua vòng loại | Không vượt qua vòng loại | Không vượt qua vòng loại | Không vượt qua vòng loại |
| 2018          | Vòng 1                   | 25                       | 3                        | 1                        | 0                        | 2                        | 2                        | 5                        |
| 2022          | Vòng 2                   | 16                       | 4                        | 1                        | 1                        | 2                        | 3                        | 5                        |
| 2026 đến 2034 | Chưa xác định            | Chưa xác định            | Chưa xác định            | Chưa xác định            | Chưa xác định            | Chưa xác định            | Chưa xác định            | Chưa xác định            |
| Tổng cộng     | 9/22                     | 2 lần hạng ba            | 38                       | 17                       | 6                        | 15                       | 49                       | 50                       |

*Tính cả các trận hoà ở các trận đấu loại trực tiếp phải giải quyết bằng sút phạt đền luân lưu.

### Giải vô địch châu Âu
Ba Lan đã từng tham dự 5 vòng chung kết Giải vô địch bóng đá châu Âu, trong đó năm 2012 là đồng chủ nhà (với Ukraina). Thành tích nổi bật nhất là vào đến tứ kết Euro 2016.
| Năm           | Thành tích               | Số trận                  | Thắng                    | Hòa*                     | Thua                     | Bàn thắng                | Bàn thua                 |
| ------------- | ------------------------ | ------------------------ | ------------------------ | ------------------------ | ------------------------ | ------------------------ | ------------------------ |
| 1960 đến 2004 | Không vượt qua vòng loại | Không vượt qua vòng loại | Không vượt qua vòng loại | Không vượt qua vòng loại | Không vượt qua vòng loại | Không vượt qua vòng loại | Không vượt qua vòng loại |
| 2008          | Vòng 1                   | 3                        | 0                        | 1                        | 2                        | 1                        | 4                        |
| 2012          | Vòng 1                   | 3                        | 0                        | 2                        | 1                        | 2                        | 3                        |
| 2016          | Tứ kết                   | 5                        | 2                        | 3                        | 0                        | 4                        | 2                        |
| 2020          | Vòng 1                   | 3                        | 0                        | 1                        | 2                        | 4                        | 6                        |
| 2024          | Vòng 1                   |                          |                          |                          |                          |                          |                          |
| 2028          | Chưa xác định            | Chưa xác định            | Chưa xác định            | Chưa xác định            | Chưa xác định            | Chưa xác định            | Chưa xác định            |
| 2032          | Chưa xác định            | Chưa xác định            | Chưa xác định            | Chưa xác định            | Chưa xác định            | Chưa xác định            | Chưa xác định            |
| Tổng cộng     | 5/17 1 lần tứ kết        | 14                       | 2                        | 7                        | 5                        | 11                       | 15                       |

:*Tính cả các trận hoà ở các vòng đấu loại trực tiếp phải giải quyết bằng sút phạt đền luân lưu.

## Liên kết nguồn
- Official website
- Polish Ekstraklasa news in English Lưu trữ ngày 9 tháng 4 năm 2010 tại Wayback Machine
- PSN Futbol – Live Ekstraklasa league table and Polish football news (tiếng Anh)
- 90minut.pl - RSSSF Poland
- Euro in Poland 2012 News, Comments, Photos Lưu trữ ngày 24 tháng 3 năm 2010 tại Wayback Machine (tiếng Anh) (tiếng Đức) (tiếng Ba Lan)
- Pilka.pl - Polish football news center
- Football scores for Polish Football Leagues
- It’s a Funny Old Game: Explaining Curiosities from Poland’s Football Culture